# Majdan Nepryski

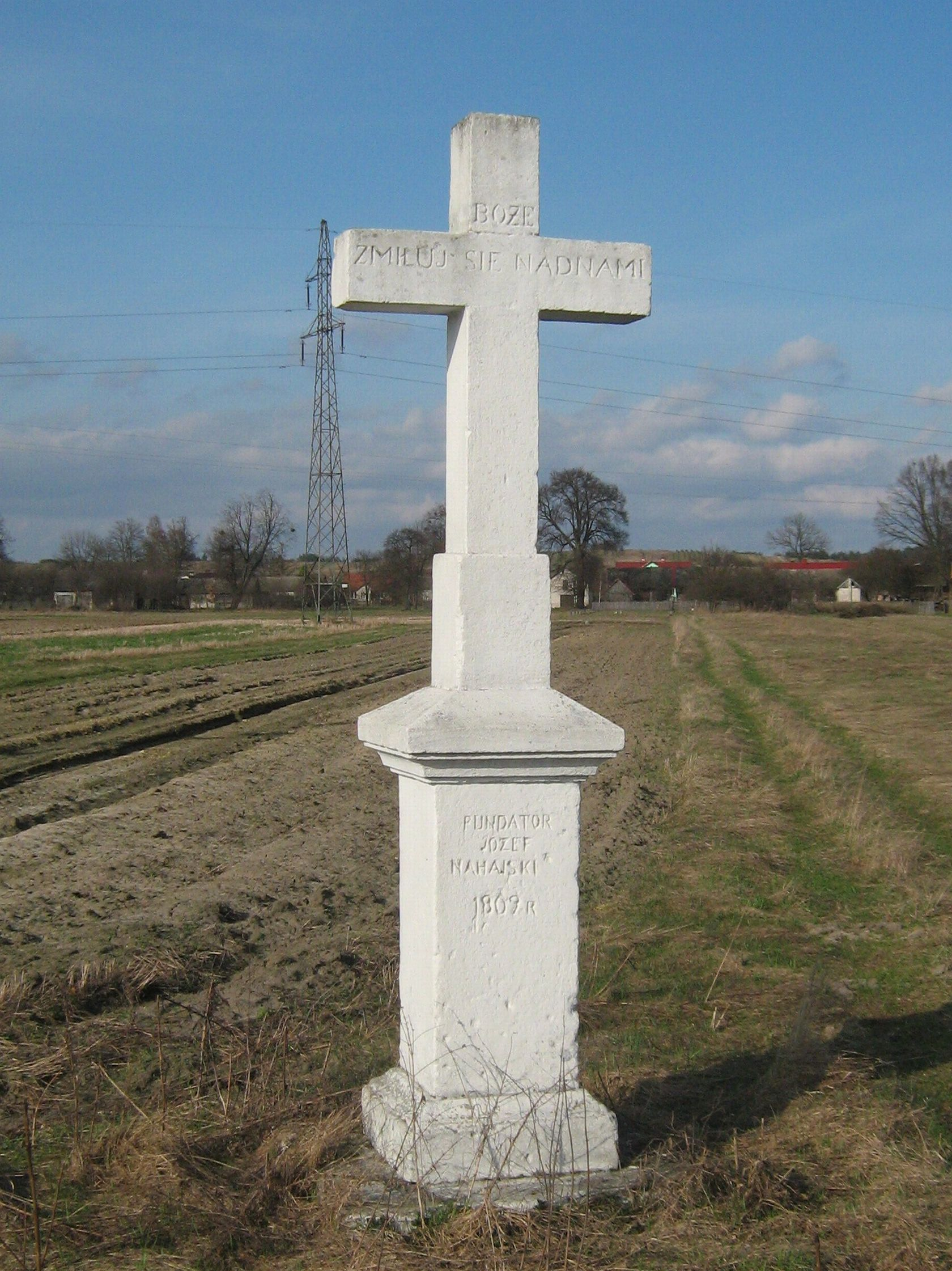
Krzyż z pocz. XIX w. przy drodze łączącej Majdan Nepryski z Józefowem. W oddali widoczne zabudowania wsi

Majdan Nepryski – wieś w Polsce, położona w województwie lubelskim, w powiecie biłgorajskim, w gminie Józefów. Leży w centrum Roztocza, w pobliżu Puszczy Solskiej, przy trasie Biłgoraj-Tomaszów Lubelski. Pod względem typu zabudowy Majdan Nepryski jest ulicówką. 
W latach 1975–1998 miejscowość położona była w województwie zamojskim.
Wieś jest sołectwem w gminie Józefów. Według Narodowego Spisu Powszechnego z roku 2011 wieś liczyła 1286 mieszkańców i była największą co do liczby ludności miejscowością gminy.
Wierni Kościoła rzymskokatolickiego należą do parafii Niepokalanego Poczęcia Najświętszej Maryi Panny w Józefowie.

## Części wsi
| SIMC    | Nazwa      | Rodzaj    |
| ------- | ---------- | --------- |
| 1025249 | Poduchowne | część wsi |
| 0890301 | Zachoiny   | część wsi |

## Położenie
Majdan Nepryski jest drugą co do wielkości (po wsi Długi Kąt), do niedawna największą wsią w gminie. Zabudowania są rozciągnięte wzdłuż liczącej około 3 km ulicy biegnącej od drogi wojewódzkiej nr 853 w kierunku północno-zachodnim. Około 2 km na zachód od wsi znajduje się miasteczko Józefów, natomiast na wschód, wzdłuż zabudowań ciągną się jedne z wyższych wzniesień Roztocza – Góry Halińskie. Po drugiej stronie tych wzniesień znajdują się wsie Górniki i Stanisławów. Północny kraniec wsi sąsiaduje z otuliną Roztoczańskiego Parku Narodowego i lasami Puszczy Solskiej. Południowy kraniec Majdanu sąsiaduje z wsiami Długi Kąt, Siedliska i Samsonówka.

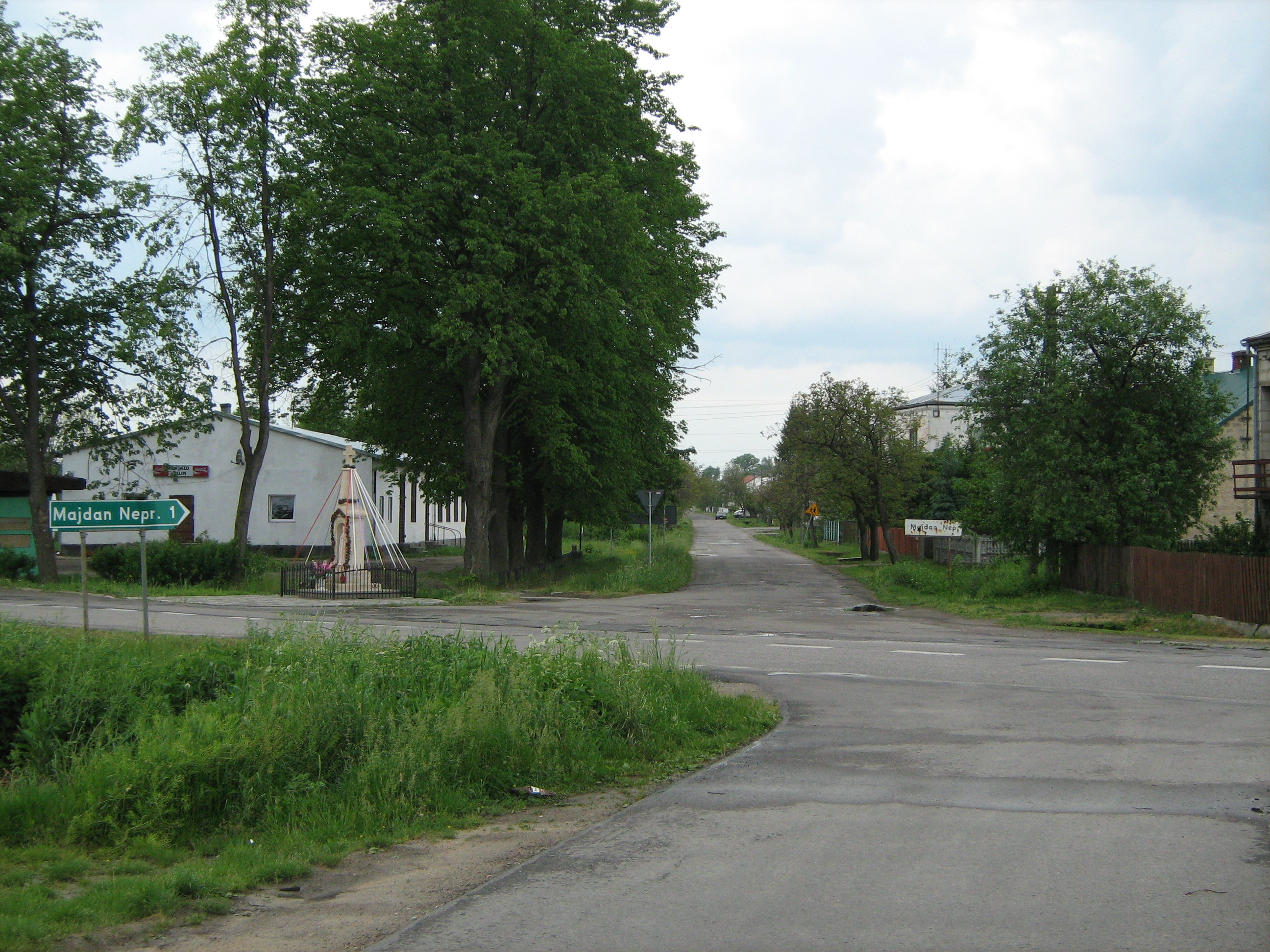
Południowy kraniec wsi – skrzyżowanie drogi wojewódzkiej nr 853 z główną ulicą wsi (na wprost)

Równolegle do wioski, po jej wschodniej stronie, tuż za zabudowaniami biegnie linia kolejowa łącząca Zwierzyniec z Bełżcem. PKP zaprzestała przewozów pasażerskich na tej trasie. Przez północny kraniec Majdanu Nepryskiego przebiega czarny szlak turystyczny z Józefowa do Potoku Senderek. Przy drodze łączącej Majdan Nepryski z Józefowem (droga wojewódzka nr 853) znajduje się murowany krzyż i figura Matki Bożej z początku XIX wieku, zabytkowe krzyże i figury znajdują się także przy krańcach wsi.
W Majdanie Nepryskim działa szkoła podstawowa i gimnazjum. Znajduje się tu kościół polskokatolicki i remiza Ochotniczej Straży Pożarnej, która została założona w 1914 roku.

## Historia
Wieś została założona prawdopodobnie w latach 60. lub 70. XVI wieku. Początkowo nazwa wsi brzmiała "Neprysz" lub "Nieprysz", od rzeki Nepryszki. W XVII w. zlokalizowana była tu unicka cerkiew oraz cmentarz, a od 1723 drewniany kościół rzymskokatolicki. W 1725 r. na gruntach Neprysza zostało lokowane miasteczko Józefów, wówczas kościół przeniesiono do miasta, a tu wybudowano kaplicę. Neprysz był siedzibą klucza dóbr Ordynacji Zamojskiej. Zlokalizowana była tu pierwsza w gminie szkoła. W 1827 mieszkało tutaj 869 osób, a w 1921 1273 osoby. Na początku XX w. wybudowano tutaj młyn oraz tartak. W 1938 r. Majdan Nepryski jako pierwsza miejscowość w gminie został zelektryfikowany.
Podczas II wojny światowej Majdan Nepryski znajdował się na terenie Generalnego Gubernatorstwa. Obszar ten był objęty powstaniem zamojskim, we wsi działała placówka AK, której komendantem był Franciszek Mielniczek ps. "Jeż". W 1946 r. miał miejsce pożar wsi, w wyniku którego zniszczona została duża część zabudowań, a w latach 70. XX wieku powstało kółko rolnicze zlokalizowane na końcowej części wsi oraz została wybudowana tutaj nowa, duża szkoła oraz parafialny kościół polskokatolicki.